# 無天禪寺
24°55′49″N 121°33′38″E / 24.930139°N 121.560620°E
無天禪寺，原名無天寺，俗稱李師科廟，又曾名順天寺，是位於臺灣新北市新店區花園新城社區附近的佛寺，以將李師科當門神而著名。

## 歷史

### 建立

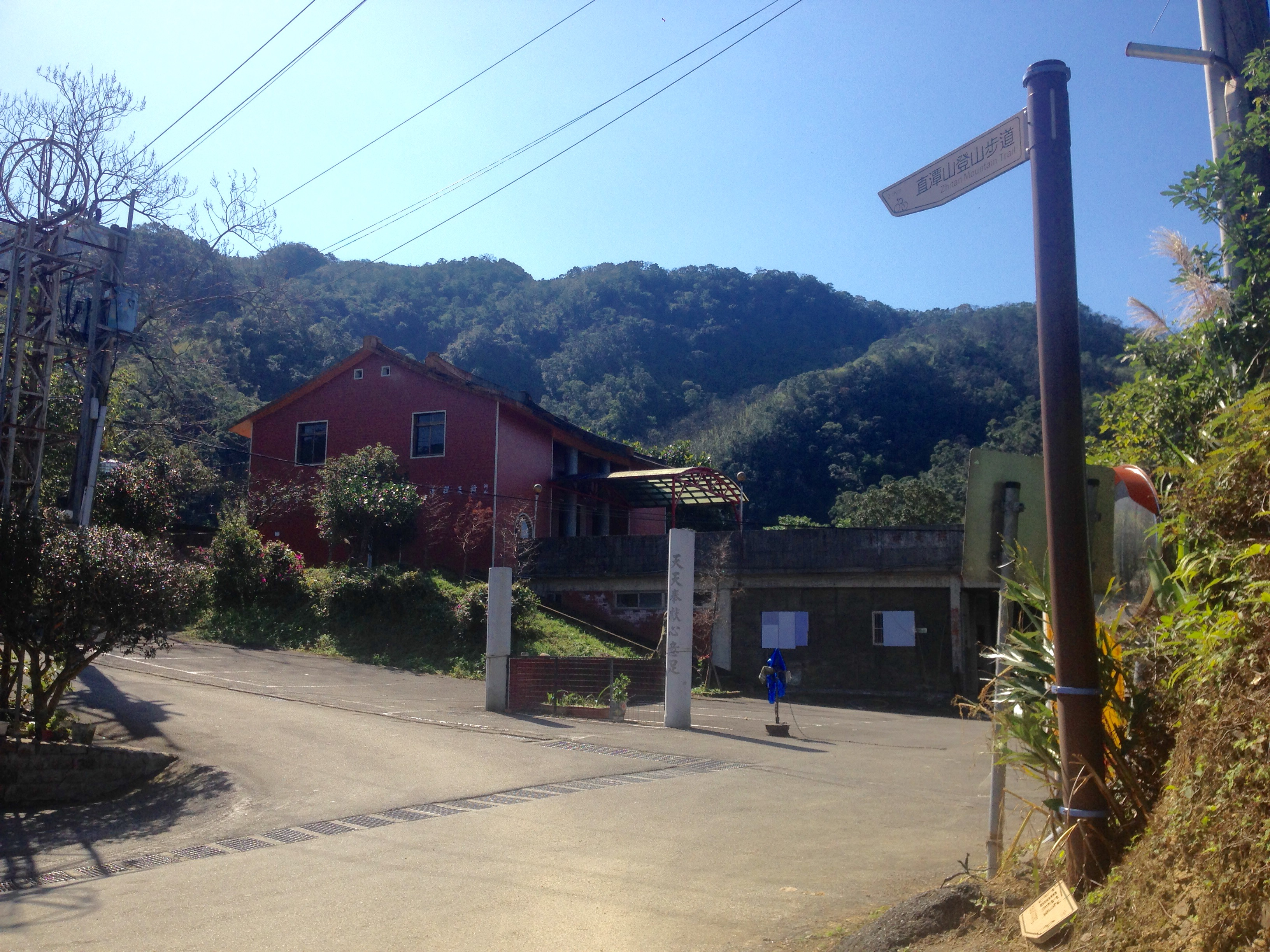
無天禪寺入口

為台灣省議會議員王兆釧與兄弟、友人所共創，原名「無天寺」。主祀釋迦牟尼，今寺址為新北市新店區粗坑里永福路81號。
1986年，王兆釧於新店市花園新城社區附近購地，1987年落成。草創之初，原先砂石車和包商因為道路太陡而放棄施工，但王兆釧以行動表示可行，方得完成。在民主進步黨成立前，一些黨外運動人士過去常在此討論時政。

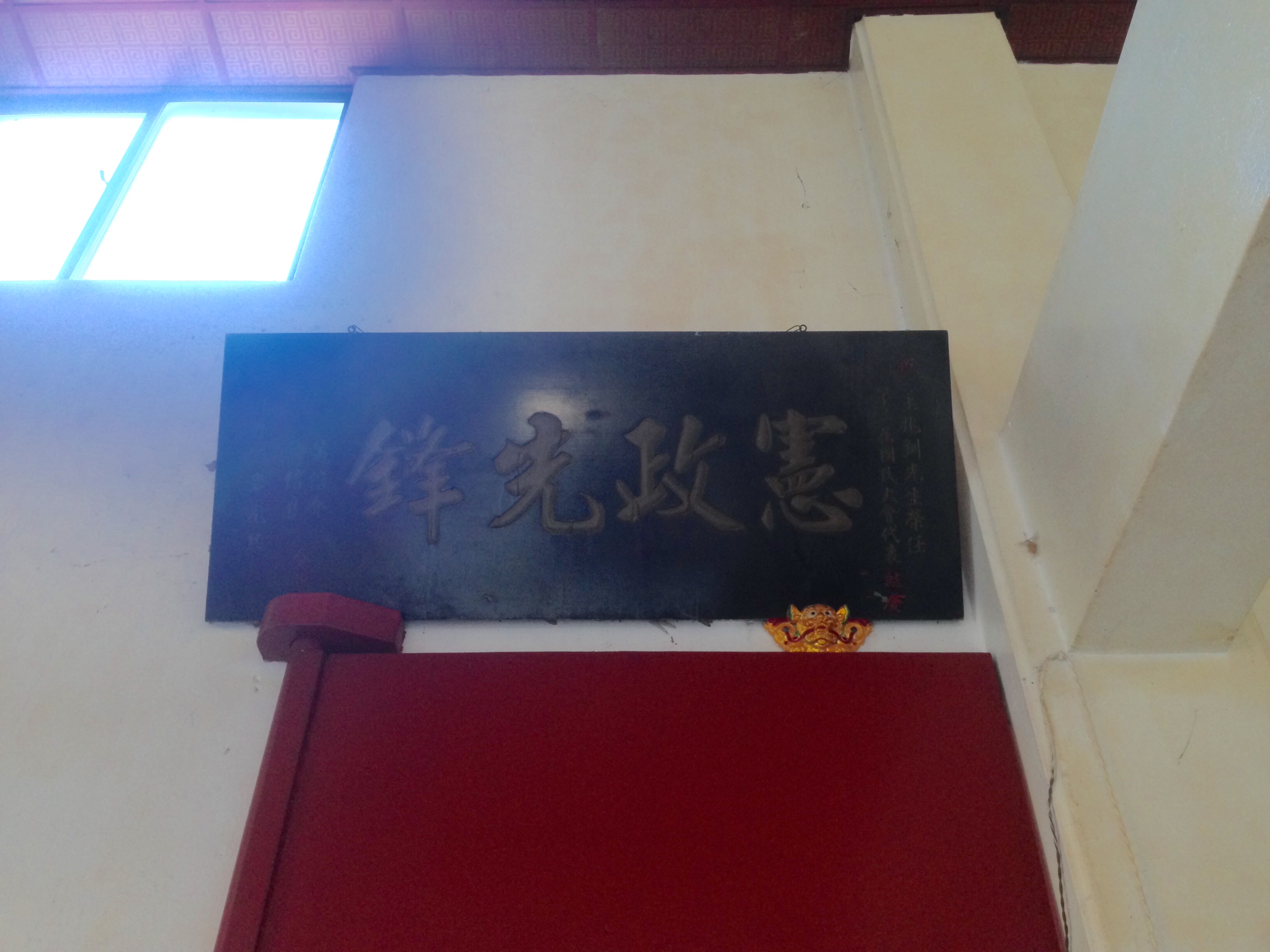
無天禪寺「憲政先鋒」匾額，上寫由黃信介、許信良贈給當選國大代表的王兆釧。

新竹市長施性忠因官司纏身而落髮，曾在此寺暫居，還取法號「無天」。當時1987年王兆釧為聲援施性忠，也剃光頭，「無髮」，兩人共稱「無法無天」。

### 李師科像

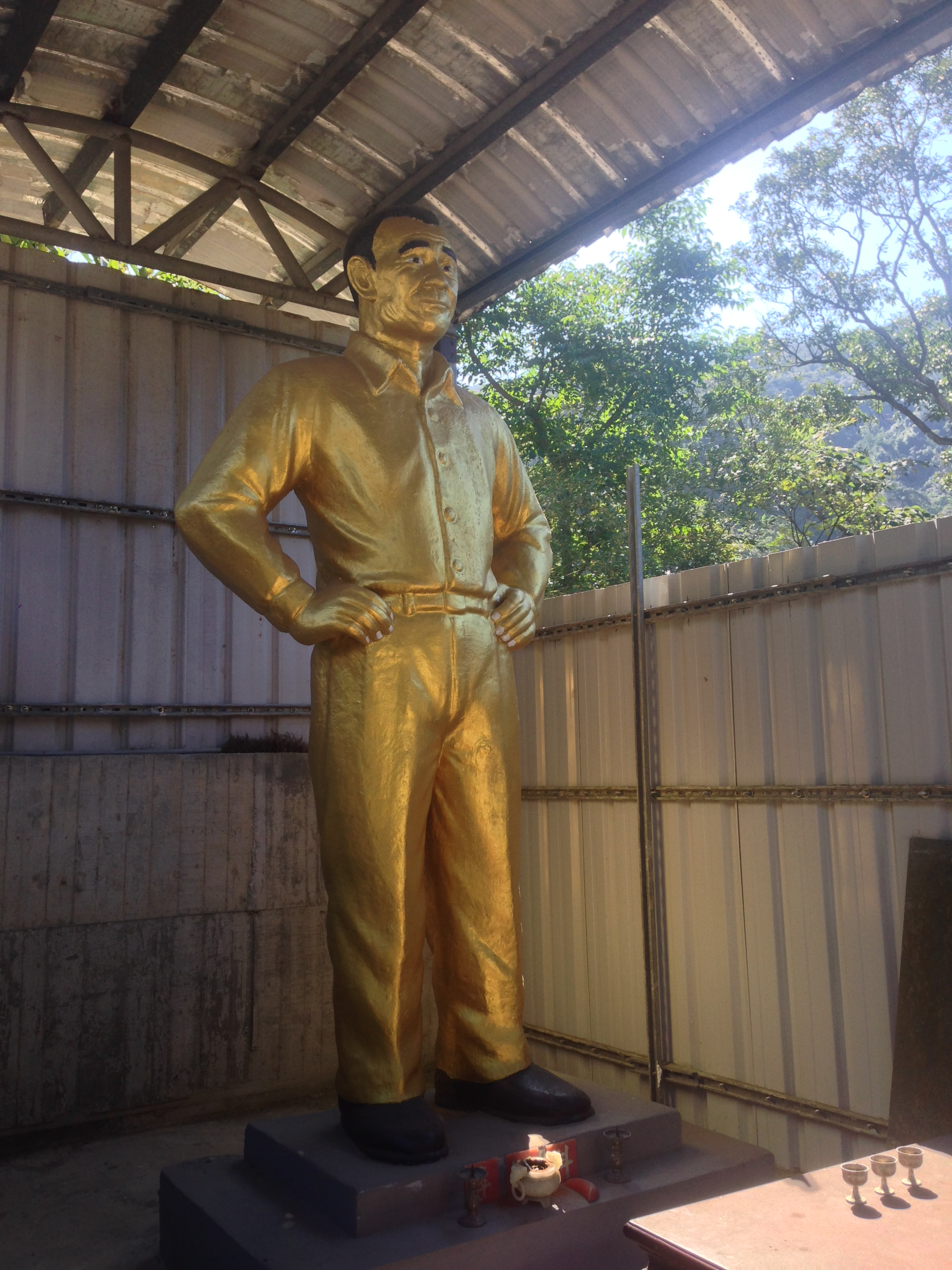
有香客還願，特地為李師科像蓋鐵皮屋。

落成後不久，王兆釧在寺前樹立廖添丁、李師科塑像當門神。為了訂製李師科的塑像，王兆釧等人還特別找了李師科照片的報紙，交給塑像師傅。塑像高2.5公尺。樹立的理由說廖添丁在台灣傳說是劫富濟貧的「民族英雄」、李師科將搶劫的錢濟助友人，也算「現代英雄」；另一種理由是王兆釧諷刺時政、凸顯國民黨政府威權而樹立。
因李師科之故，人稱此寺為「李師科廟」，亦有出牌神準之傳聞。廖添丁像樹立不到兩年被颱風吹倒，僅存李師科像。何懷碩對李師科像的感言，以「生命的珍貴與卑賤荒謬結合的現象」等文感嘆。
儘管廖添丁與李師科的塑像引人側目，廟名聳動。但開寺以來並未引來更多的香火，也無沙門、女尼進駐。被王兆釧請來顧廟的許應強見到常有前往登山客進入寺廟內休息，發現廟取名「無天」，又立著古怪的人物塑像，遂掉頭離去。許應強為避免負面印象，於是1996年便自做主張地改為「順天寺」，也未先通知新店市公所；他還希望民眾能出面贊助，改奉其他神祇。
2011年李敖發表的歷史小說《第七十三烈士》，將此廟照片放於書中，註明「李師科自己的忠烈祠」。
在2014年報導時，管理人員王景宜說原先來參拜李師科的都是退伍老兵，後期則有一般香客；粗坑里長周賢良則講，李師科廟的名氣不再響亮，參拜者逐漸減少。